# Línea 12 (EMT Madrid)
La línea 12 de la EMT de Madrid une la plaza de Cristo Rey con el paseo del Marqués de Zafra.

## Características

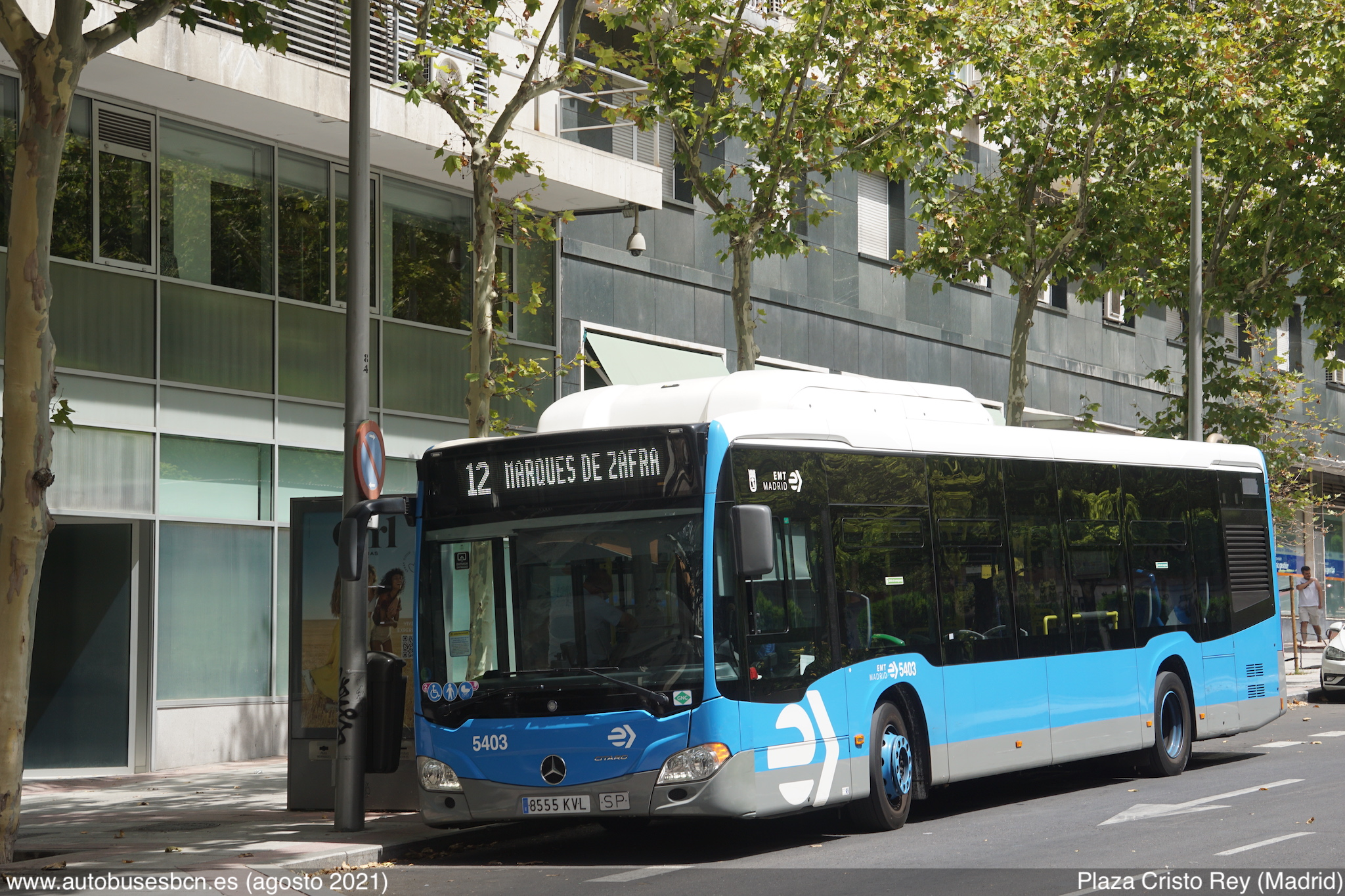
12 en su cabecera de la Plaza de Cristo Rey (Madrid), agosto de 2021.

Esta línea de tipo periférico comunica entre grandes ejes dentro de los distritos que atraviesa, como Cea Bermúdez-José Abascal-María de Molina o parte de la calle Francisco Silvela.
En sus orígenes, la línea comunicaba la Plaza de Roma (actual Plaza de Manuel Becerra) con la Glorieta del Cardenal Cisneros, situada al inicio de la Avenida Complutense. Con el tiempo, la línea dejó de realizar el trayecto entre la Plaza de Cristo Rey y esta glorieta y prolongó su recorrido por el lado contrario realizando un circuito neutralizado por el barrio de Fuente del Berro (Plaza Manuel Becerra > Alcalá > Plaza América Española > Sancho Dávila > Marqués de Zafra)

### Frecuencias
| Lunes a viernes laborables |               |
| De 6:00 a 8:00             | 11-15 minutos |
| De 8:00 a 20:00            | 11-13 minutos |
| De 20:00 a 22:00           | 12-20 minutos |
| Sábados laborables         |               |
| De 6:00 a 9:00             | 22-28 minutos |
| De 9:00 a 20:00            | 21-22 minutos |
| De 20:00 a 22:00           | 22-33 minutos |
| Domingos y festivos        |               |
| De 7:00 a 9:00             | 22-28 minutos |
| De 9:00 a 21:00            | 21-22 minutos |
| De 21:00 a 23:00           | 22-33 minutos |

## Recorrido y paradas

### Sentido Paseo del Marqués de Zafra
La línea inicia su recorrido en la calle Cea Bermúdez, junto a la Plaza de Cristo Rey. Desde ahí baja hasta la plaza y gira a la derecha por el Paseo de San Francisco de Sales. Sube por este paseo hasta girar por la calle Guzmán el Bueno, bajando por la misma hasta la intersección con Cea Bermúdez, girando a la izquierda por esta calle.
Una vez en Cea Bermúdez, circula hasta el final de esta calle, continuando por José Abascal tras la intersección con la calle de Bravo Murillo y tras pasar la Plaza Gregorio Marañón sube por la calle María de Molina hasta el final.
Al final de la calle María de Molina gira a la derecha por la calle Francisco Silvela, que recorre hasta la Plaza de Manuel Becerra, donde gira a la izquierda bajando por la calle de Alcalá.
Desde la calle de Alcalá, la línea gira a la derecha poco antes de llegar a la Plaza de Toros de las Ventas, incorporándose a la calle Alejandro González, que recorre entera hasta llegar a la Plaza de la América Española, donde sale por la calle Sancho Dávila, al final de la cual, en la esquina con el Paseo Marqués de Zafra, tiene su cabecera.
| Código | Parada                                  | Común con                | Conexiones con Metro | Otros |
| ------ | --------------------------------------- | ------------------------ | -------------------- | ----- |
| 4541   | CRISTO REY (C/ Cea Bermúdez, 68)        |                          | Islas Filipinas      |       |
| 803    | Cristo Rey-San Francisco de Sales       | 44                       |                      |       |
| 2390   | San Francisco de Sales                  | 44                       |                      |       |
| 188    | Melquíades Álvarez                      | 2                        |                      |       |
| 805    | Metro Islas Filipinas                   |                          | Islas Filipinas      |       |
| 806    | Cea Bermúdez                            |                          |                      |       |
| 807    | Canal                                   | 3                        | Canal                |       |
| 808    | José Abascal-Santa Engracia             |                          |                      |       |
| 4642   | Alonso Cano                             |                          | Alonso Cano          |       |
| 809    | José Abascal-Modesto Lafuente           |                          |                      |       |
| 810    | Gregorio Marañón                        |                          | Gregorio Marañón     |       |
| 532    | Serrano-María de Molina                 | 16                       |                      |       |
| 793    | Velázquez-María de Molina               |                          |                      |       |
| 791    | María de Molina                         |                          |                      |       |
| 789    | Intercambiador de Avenida de América    | 72 73 C1                 | Avenida de América   |       |
| 786    | Diego de León                           | C1                       | Diego de León        |       |
| 811    | Francisco Silvela-Juan Bravo            | 43 48 56 C1 210          | Diego de León        |       |
| 3829   | Manuel Becerra                          | 43 56 C1 210             | Manuel Becerra       |       |
| 685    | Alcalá-Parque Bomberos                  | 21 38 53 106 110 146 210 |                      |       |
| 686    | Alcalá-Bocángel                         | 21 53                    | Ventas               |       |
| 812    | América Española                        |                          |                      |       |
| 813    | Sancho Dávila                           |                          |                      |       |
| 779    | MARQUÉS DE ZAFRA (C/ Sancho Dávila, 38) |                          |                      |       |

### Sentido Plaza de Cristo Rey
La línea inicia su recorrido subiendo por el Paseo del Marqués de Zafra, hasta que al final del mismo gira a la derecha por la calle del Doctor Esquerdo poco antes de entrar en la Plaza de Manuel Becerra.
A partir de la plaza, su recorrido es igual a la ida pero en sentido contrario hasta la Plaza de Gregorio Marañón.
En dicha plaza, gira a la derecha por el Paseo de la Castellana hasta la Plaza de San Juan de la Cruz, donde se incorpora a la calle Ríos Rosas, que recorre en su totalidad hasta la Plaza de Juan Zorrilla, bajando después por la Avenida de Filipinas.
Al final de la Avenida de Filipinas se incorpora a la calle Cea Bermúdez, donde tiene su cabecera cerca de la Plaza de Cristo Rey.
| Código | Parada                                  | Común con     | Conexiones con Metro | Otros |
| ------ | --------------------------------------- | ------------- | -------------------- | ----- |
| 779    | MARQUÉS DE ZAFRA (C/ Sancho Dávila, 38) |               |                      |       |
| 780    | Rufino Blanco                           |               |                      |       |
| 781    | Marqués de Mondejar                     |               |                      |       |
| 1428   | Manuel Becerra                          | 56 143 156 C2 | Manuel Becerra       |       |
| 782    | Parque Eva Duarte                       | 43 56 C2 210  |                      |       |
| 784    | Francisco Silvela-Juan Bravo            | 56 C2 210     | Diego de León        |       |
| 5296   | Diego de León                           | C2            | Diego de León        |       |
| 788    | Intercambiador de Avenida de América    | 72 73 C2      | Avenida de América   |       |
| 790    | María de Molina                         |               |                      |       |
| 792    | Velázquez-María de Molina               |               |                      |       |
| 533    | Serrano-María de Molina                 |               |                      |       |
| 794    | Gregorio Marañón                        | 45            | Gregorio Marañón     |       |
| 795    | Museo Ciencias Naturales                | 45            |                      |       |
| 796    | San Juan de la Cruz                     | 45            |                      |       |
| 797    | Ríos Rosas-Alonso Cano                  | 45            |                      |       |
| 798    | Metro Ríos Rosas                        | 45            | Ríos Rosas           |       |
| 799    | Juan Zorrilla                           |               |                      |       |
| 800    | Estadio Vallehermoso                    |               |                      |       |
| 801    | Metro Islas Filipinas                   |               | Islas Filipinas      |       |
| 4541   | CRISTO REY (C/ Cea Bermúdez, 68)        |               | Islas Filipinas      |       |

## Galería de imágenes

Mapa de la zona de Ríos Rosas con los accesos al Metro y los recorridos de los autobuses de la EMT que pasan por ella.
Mapa de la zona de Alonso Cano con los accesos al Metro y los recorridos de los autobuses de la EMT que pasan por ella.
Mapa de la zona de Diego de León con los accesos al Metro y los recorridos de los autobuses de la EMT que pasan por ella.
Mapa de la zona de Ventas con los accesos al Metro y los recorridos de los autobuses de la EMT que pasan por ella.